# Premierzy Sudanu

## Lista premierów Sudanu
| Osoba                                            | Osoba   | Osoba                                         | Kadencja             | Kadencja             | Partia polityczna                          |
| #                                                | Portret | Imię i Nazwisko                               | Od                   | Do                   | Partia polityczna                          |
| ------------------------------------------------ | ------- | --------------------------------------------- | -------------------- | -------------------- | ------------------------------------------ |
| 1                                                |         | Isma’il al-Azhari (1900–1969)                 | 6 stycznia 1954      | 5 lipca 1956         | Demokratyczna Partia Unionistów            |
| 2                                                |         | Abd Allah Chalil (1892–1970)                  | 5 lipca 1956         | 17 listopada 1958    | Partia Umma                                |
| wakat (17 – 18 listopada 1958)                   |         |                                               |                      |                      |                                            |
| 3                                                |         | Ibrahim Abbud (1900–1983)                     | 18 listopada 1958    | 30 października 1964 | wojskowy                                   |
| 4                                                |         | Sirr al-Chatim al-Chalifa (1919–2006)         | 30 października 1964 | 2 czerwca 1965       | Partia Umma                                |
| wakat (2 – 10 czerwca 1965)                      |         |                                               |                      |                      |                                            |
| 5                                                |         | Muhammad Ahmad al-Mahdżub (1908–1976)         | 10 czerwca 1965      | 25 lipca 1966        | Partia Umma                                |
| wakat (25 – 27 lipca 1966)                       |         |                                               |                      |                      |                                            |
| 6                                                |         | Sadik al-Mahdi (1935–2020)                    | 27 lipca 1966        | 18 maja 1967         | Partia Umma                                |
| (5)                                              |         | Muhammad Ahmad al-Mahdżub (1908–1976)         | 18 maja 1967         | 25 maja 1969         | Partia Umma                                |
| 7                                                |         | Babiker Awadalla (1917–2019)                  | 25 maja 1969         | 27 października 1969 | bezpartyjny                                |
| wakat (27 – 28 października 1969)                |         |                                               |                      |                      |                                            |
| 8                                                |         | Dżafar Muhammad an-Numajri (1930–2009)        | 28 października 1969 | 11 sierpnia 1976     | wojskowy / Sudański Związek Socjalistyczny |
| 9                                                |         | Raszid Bakr (1932–1988)                       | 11 sierpnia 1976     | 10 września 1977     | Sudański Związek Socjalistyczny            |
| (8)                                              |         | Dżafar Muhammad an-Numajri (1930–2009)        | 10 września 1977     | 6 kwietnia 1985      | wojskowy / Sudański Związek Socjalistyczny |
| wakat (6 – 22 kwietnia 1985)                     |         |                                               |                      |                      |                                            |
| 10                                               |         | Al-Dżazuli Dafalla (1935–)                    | 22 kwietnia 1985     | 6 maja 1986          | bezpartyjny                                |
| (6)                                              |         | Sadik al-Mahdi (1935–2020)                    | 6 maja 1986          | 30 czerwca 1989      | Partia Umma                                |
| urząd zniesiony (30 czerwca 1989 – 2 marca 2017) |         |                                               |                      |                      |                                            |
| 11                                               |         | Bakri Hasan Salih (1949–)                     | 2 marca 2017         | 10 września 2018     | Kongres Narodowy                           |
| 12                                               |         | Mutazz Musa (1967–)                           | 10 września 2018     | 23 lutego 2019       | Kongres Narodowy                           |
| 13                                               |         | Muhammad Tahir Ajala (1950/51–)               | 23 lutego 2019       | 11 kwietnia 2019     | Kongres Narodowy                           |
| wakat (11 kwietnia – 21 sierpnia 2019)           |         |                                               |                      |                      |                                            |
| 14                                               |         | Abd Allah Hamduk (1956–)                      | 21 sierpnia 2019     | 25 października 2021 | bezpartyjny                                |
| wakat (25 października – 21 listopada 2021)      |         |                                               |                      |                      |                                            |
| (14)                                             |         | Abd Allah Hamduk (1956–)                      | 21 listopada 2021    | 2 stycznia 2022      | bezpartyjny                                |
| wakat (2 – 19 stycznia 2022)                     |         |                                               |                      |                      |                                            |
| –                                                |         | Usman Husajn pełniący obowiązki (1951–)       | 19 stycznia 2022     | 30 kwietnia 2025     | bezpartyjny                                |
| –                                                |         | Dafallah al-Haj Ali pełniący obowiązki (19?–) | 30 kwietnia 2025     | 19 maja 2025         | bezpartyjny                                |
| 15                                               |         | Kamil Idris (1954–)                           | 19 maja 2025         | nadal urzęduje       | bezpartyjny                                |